# World Piece Tour
World Piece Tour – trasa koncertowa heavymetalowej formacji Iron Maiden, która trwała od 28 kwietnia 1983 do 18 grudnia 1983 roku. Koncerty odbywały się na dwóch kontynentach (Europa i Ameryka Północna) i obejmowały 17 krajów świata. Grupa po raz pierwszy odwiedziła Luksemburg. Trasa promowała czwarty album studyjny Piece of Mind, który okazał się dużym sukcesem artystycznym i rynkowym. Wbrew początkowym obawom o poziom zainteresowania biletami, „World Piece Tour 1983” wiodła przez największe areny sportowe i amfiteatry Ameryki, co było pierwszym tego typu przedsięwzięciem w historii grupy. Tournée było również pierwszym z Nicko McBrainem, wówczas nowym perkusistą, który zastąpił Clive’a Burra.
Większość koncertów wyprzedano bez zbędnej reklamy, zespół po raz pierwszy zagrał jako gwiazda wieczoru w Madison Square Garden, gdzie 20 tys. fanów zgotowało muzykom tzw. „standing ovation”. W wielu miejscach bookowano kolejne koncerty, lub zmieniano obiekty na większe. Jednak prawdziwym triumfem okazały się niemieckie występy, dziewiętnaście spektakli zobaczyło ponad 200 tys. widzów. Zamykające trasę koncerty (po dwa każdego dnia) w Dortmundzie odbyły się pod egidą „Rock & Pop Festival” zorganizowanym przez stację ZDF. Występy były transmitowane drogą satelitarną do 300 mln domostw. Sekwencję, w której muzycy rozbili lalkę Eddiego na oczach widzów, wyłączono z transmisji, z uwagi na „szkodliwy wpływ na młodych odbiorców i promocję przemocy”. Fragmenty koncertów z cyklu „Rock & Pop Festival” znalazły się w repertuarze retrospektywnego DVD The Early Days.
Oprawa i repertuar koncertów z 1983 r. zainspirowały pierwszą w historii formacji trasę retrospektywną „Eddie Rips Up the World Tour” z 2005 roku. Ostatecznie Iron Maiden stali się powszechnie szanowanym zespołem heavyrockowym, po trasie promującej Piece of Mind zespół został uznany za największą grupę heavymetalową świata, co potwierdzały liczne plebiscyty i kilkadziesiąt złotych i platynowych płyt. To właśnie wówczas Bruce Dickinson zaczął namiętnie stosować swój okrzyk: „Scream For Me”, wzywając do gromkiego odzewu audytorium. 147 koncertów tournée zgromadziło ogromną publiczność, szacowaną na około 2,8 mln widzów.

## Setlista
- Introdukcja: temat główny z filmu Tylko dla orłów, na wszystkich koncertach trasy[2].

1. „Where Eagles Dare” (z albumu Piece of Mind, 1983)
2. „Wrathchild” (z albumu Killers, 1981)
3. „The Trooper” (z albumu Piece of Mind, 1983)
4. „Revelations” (z albumu Piece of Mind, 1983)
5. „Flight of Icarus” (z albumu Piece of Mind, 1983)
6. „Die with Your Boots On” (z albumu Piece of Mind, 1983)
7. „22, Acacia Avenue” (z albumu The Number of the Beast, 1982)
8. „The Number of the Beast” (z albumu The Number of the Beast, 1982)
9. „Still Life” (z albumu Piece of Mind, 1983)
10. „To Tame a Land” (z albumu Piece of Mind, 1983)
11. „Phantom of the Opera” (z albumu Iron Maiden, 1980)
12. „Hallowed Be Thy Name” (z albumu The Number of the Beast, 1982)
13. „Iron Maiden” (z albumu Iron Maiden, 1980)

Bisy:
1. „Run to the Hills” (z albumu The Number of the Beast, 1982)
2. „Sanctuary” (z albumu Iron Maiden, 1980)
3. „Drifter” (z albumu Killers, 1981)
4. „Prowler” (z albumu Iron Maiden, 1980)

Uwagi:
- Podczas trasy po Ameryce Północnej „Sanctuary” (z albumu Iron Maiden, 1980) został przesunięty na pozycję drugą, poprzedzając „Wrathchild” (z albumu Killers, 1981), inne utwory zachowały swoją kolejność[2].
- „Still Life” (z albumu Piece of Mind, 1983), „Phantom of the Opera” (z albumu Iron Maiden, 1980) oraz „Prowler” (z albumu Iron Maiden, 1980) nie były wykonywane w Kanadzie i USA[2].
- Dave Murray zwykł wykonywać solo gitarowe po „To Tame a Land” (z albumu Piece of Mind, 1983), następnie Nicko McBrain prezentował solo perkusyjne przechodzące w „Phantom of the Opera” (z albumu Iron Maiden, 1980) (później „Hallowed Be Thy Name” (z albumu The Number of the Beast, 1982))[2].
- „I´ve Got The Fire” (Montrose-cover) był prezentowany okazjonalnie np. w Preston czy Newcastle oraz podczas kilku innych koncertów[2].

## Oprawa trasy
Przedstawienie jakie grupa zaprezentowała w ramach trasy „World Piece Tour 1983”, stanowiło rozwinięcie wielu pomysłów wypracowanych w minionym roku. Estrada, której podium zostało oparte na planie szachownicy, dźwigała podesty otaczające centrum sceny. Podium tylne zostało ozdobione replikami flag „Union Jack”. Wokół umieszczono specjalne rurki, przez które pneumatycznie pompowano parę z suchego lodu, zza perkusji wyłaniał się kilkumetrowy czerep Eddiego, znany z okładki albumu Piece of Mind. Był to pierwszy w historii grupy archetyp maskotki w wersji max. W trakcie prezentacji utworu „The Number of the Beast” w głębi estrady pojawiała się lalka przedstawiająca „Grim Rippera”, nie zabrakło tancerki „Lady Metal” podczas „22, Acacia Avenue”.
Począwszy od 1983 roku poszczególni muzycy grupy występowali w różnokolorowych kostiumach, wykonanych z modnego wówczas spandeksu. Po latach materiał ten stał się jednym z symboli kultury kiczu lat ’80. XX wieku. Bruce Dickinson zachował resztki typowo heavymetalowego entourage’u, wychodząc na estradę w ćwiekowanych rękawicach oraz pasie z wizerunkiem maskotki grupy spoczywającym na klamrze. Pas ten będzie towarzyszył mu na kolejnych trasach.
Po raz pierwszy (choć jeszcze dość nieśmiało), zastosowano zaawansowaną pirotechnikę oraz ogromny, mieniący się setkami światełek „mózg”. Podczas prezentacji „Iron Maiden” na estradę wkraczał ponad trzymetrowy EDDIE – niczym wyjęty z okładki albumu, zaś Bruce Dickinson po zdjęciu pokrywy z jego głowy, wyciągał z wnętrza maskotki „mózg”. Dziś taki spektakl może wydawać się wręcz groteskowy, jednak kilkadziesiąt lat temu mógł się podobać. Wykorzystano również potężne, podwieszane nagłośnienie o mocy ponad 100 tys. watów, po raz pierwszy w historii grupy specjalnie zaprojektowane do dużych aren sportowych. Rozrosła się również aparatura oświetleniowa. Oprócz standardowych ramp z reflektorami, trzonem konstrukcji były cztery mobilne, trójkątne rampy, unoszące się na różną wysokość nad estradą i oświetlające publiczność pod rozmaitymi kątami. Były to pierwsze tego typu rampy na świecie. Był to znaczący krok na przód, stanowiący punkt wyjścia dla stworzenia mobilnych, niezwykle rozbudowanych systemów świateł, używanych na kolejnych trasach. Oświetlenie zbudowano w oparciu o 550 lamp. Sprzęt niezbędny do realizacji koncertów przewożono w czterech specjalnych ciężarówkach. W kontekście późniejszych konstrukcji, były to ciągle nieśmiałe początki.
W 2005 roku system oświetleniowy wykorzystywany podczas trasy „Eddie Rips Up the World Tour”, powstał w oparciu o rampy świateł z 1983 roku, niemniej był znacznie większy. Część świateł oświetlało również podium główne oraz przód estrady. Spektakl grupy określono w epoce mianem „Heavy Metal Horror Show”, co dziś może wydawać się niedorzecznie, niemniej w 1983 roku nie brakowało głosów oburzenia przedstawieniami grupy, oczywiście publiczność uczestnicząca w koncertach miała zdecydowanie odmienne zdanie. Podczas koncertów występujący po raz pierwszy z Iron Maiden perkusista Nicko McBrain zaprezentował swój ikoniczny zestaw perkusyjny. Układ tomów oraz czyneli jaki preferował, w zasadzie pozostawał niezmienny przez kolejne dekady.

## Daty trasy
UWAGA! w wyniku aktualizacji danych, nazwy obiektów nie muszą się pokrywać ze stanem pierwotnym, znanym z materiałów prasowych grupy.
| Data                 | Miasto                         | Kraj              | Obiekt                           |
| Europa               | Europa                         | Europa            | Europa                           |
| -------------------- | ------------------------------ | ----------------- | -------------------------------- |
| 28 kwietnia 1983     | Stuttgart                      | Niemcy            | Gustav-Siegle-Haus (Secret Show) |
| 2 maja 1983          | Hull                           | Anglia            | Hull City Hall                   |
| 3 maja 1983          | Preston                        | Anglia            | Preston Guild Hall               |
| 5 maja 1983          | Oksford                        | Anglia            | Apollo Theatre Oxford            |
| 6 maja 1983          | Leicester                      | Anglia            | De Montfort Hall                 |
| 7 maja 1983          | Southampton                    | Anglia            | Mayflower Theatre                |
| 8 maja 1983          | Ipswich                        | Anglia            | Gaumont Theatre                  |
| 10 maja 1983         | Nottingham                     | Anglia            | Nottingham Royal Hall            |
| 11 maja 1983         | Bradford                       | Anglia            | St George’s Hall                 |
| 12 maja 1983         | Glasgow                        | Szkocja           | Apollo Theatre                   |
| 13 maja 1983         | Edynburg                       | Szkocja           | Edinburgh Playhouse              |
| 15 maja 1983         | Cardiff                        | Walia             | St David’s Hall                  |
| 16 maja 1983         | Sheffield                      | Anglia            | Sheffield City Hall              |
| 17 maja 1983         | Newcastle                      | Anglia            | Newcastle City Hall              |
| 18 maja 1983         | Hanley                         | Anglia            | Victoria Hall                    |
| 20 maja 1983         | Bristol                        | Anglia            | Colston Hall                     |
| 21 maja 1983         | Birmingham                     | Anglia            | Birmingham Odeon                 |
| 22 maja 1983         | Birmingham                     | Anglia            | Birmingham Odeon                 |
| 23 maja 1983         | Manchester                     | Anglia            | Manchester Apollo                |
| 25 maja 1983         | Londyn                         | Anglia            | Hammersmith Odeon                |
| 26 maja 1983         | Londyn                         | Anglia            | Hammersmith Odeon                |
| 27 maja 1983         | Londyn                         | Anglia            | Hammersmith Odeon                |
| 28 maja 1983         | Londyn                         | Anglia            | Hammersmith Odeon                |
| 1 czerwca 1983       | Helsinki                       | Finlandia         | Jäähalli                         |
| 3 czerwca 1983       | Göteborg                       | Szwecja           | Scandinavium                     |
| 4 czerwca 1983       | Drammen                        | Norwegia          | Drammenshallen                   |
| 5 czerwca 1983       | Sztokholm                      | Szwecja           | Isstadion                        |
| 7 czerwca 1983       | Kopenhaga                      | Dania             | Falkoner Center                  |
| 10 czerwca 1983      | Schifflange                    | Luksemburg        | Hall Polyvalent                  |
| 12 czerwca 1983      | Amsterdam                      | Holandia          | Jaap Edenhal                     |
| Ameryka Północna     |                                |                   |                                  |
| 21 czerwca 1983      | Casper, Wyoming                | Stany Zjednoczone | Casper Events Center             |
| 22 czerwca 1983      | Salt Lake City, Utah           | Stany Zjednoczone | Salt Palace                      |
| 23 czerwca 1983      | Boise, Idaho                   | Stany Zjednoczone | BSU Stadium                      |
| 24 czerwca 1983      | Spokane, Waszyngton            | Stany Zjednoczone | Spokane Coliseum                 |
| 27 czerwca 1983      | Portland, Oregon               | Stany Zjednoczone | Veterans Memorial Coliseum       |
| 28 czerwca 1983      | Seattle, Waszyngton            | Stany Zjednoczone | Seattle Center Coliseum          |
| 29 czerwca 1983      | Vancouver, Kolumbia Brytyjska  | Kanada            | Pacific Coliseum                 |
| 2 lipca 1983         | Daly City, Kalifornia          | Stany Zjednoczone | Cow Palace                       |
| 3 lipca 1983         | Sacramento, Kalifornia         | Stany Zjednoczone | Sacramento Center                |
| 5 lipca 1983         | Fresno, Kalifornia             | Stany Zjednoczone | Selland Arena                    |
| 7 lipca 1983         | San Bernardino, Kalifornia     | Stany Zjednoczone | Orange Pavilion                  |
| 8 lipca 1983         | San Diego, Kalifornia          | Stany Zjednoczone | San Diego Sports Arena           |
| 9 lipca 1983         | Los Angeles, Kalifornia        | Stany Zjednoczone | Long Beach Arena                 |
| 10 lipca 1983        | Los Angeles, Kalifornia        | Stany Zjednoczone | Long Beach Arena                 |
| 11 lipca 1983        | Tucson, Arizona                | Stany Zjednoczone | Tucson Amphitheatre              |
| 12 lipca 1983        | Phoenix, Arizona               | Stany Zjednoczone | Arizona Coliseum                 |
| 13 lipca 1983        | Albuquerque, Nowy Meksyk       | Stany Zjednoczone | Tingley Coliseum                 |
| 14 lipca 1983        | Denver, Kolorado               | Stany Zjednoczone | McNichols Sports Arena           |
| 16 lipca 1983        | Lubbock, Teksas                | Stany Zjednoczone | Lubbock Center                   |
| 17 lipca 1983        | Amarillo, Teksas               | Stany Zjednoczone | Amarillo Center                  |
| 20 lipca 1983        | El Paso, Teksas                | Stany Zjednoczone | El Paso Coliseum                 |
| 22 lipca 1983        | Norman, Oklahoma               | Stany Zjednoczone | Lloyd Noble Center               |
| 23 lipca 1983        | Dallas, Texas                  | Stany Zjednoczone | Dallas Center                    |
| 24 lipca 1983        | Houston, Teksas                | Stany Zjednoczone | Sam Houston Coliseum             |
| 26 lipca 1983        | Corpus Christi, Teksas         | Stany Zjednoczone | Corpus Christi Coliseum          |
| 27 lipca 1983        | San Antonio, Teksas            | Stany Zjednoczone | Convention Center Arena          |
| 29 lipca 1983        | Shreveport, Luizjana           | Stany Zjednoczone | Hirsch Coliseum                  |
| 30 lipca 1983        | Memphis, Tennessee             | Stany Zjednoczone | Mid-South Coliseum               |
| 31 lipca 1983        | Little Rock, Arkansas          | Stany Zjednoczone | Barton Coliseum                  |
| 1 sierpnia 1983      | Nashville, Tennessee           | Stany Zjednoczone | Nashville Coliseum               |
| 2 sierpnia 1983      | Louisville, Kentucky           | Stany Zjednoczone | Louisville Amphitheatre          |
| 6 sierpnia 1983      | East Troy, Wisconsin           | Stany Zjednoczone | Alpine Valley Amphitheatre       |
| 7 sierpnia 1983      | Indianapolis, Indiana          | Stany Zjednoczone | Market Square Arena              |
| 9 sierpnia 1983      | Fort Wayne, Indiana            | Stany Zjednoczone | Allen County Coliseum            |
| 10 sierpnia 1983     | Kalamazoo, Michigan            | Stany Zjednoczone | Wings Stadium                    |
| 11 sierpnia 1983     | Detroit, Michigan              | Stany Zjednoczone | Cobo Arena                       |
| 13 sierpnia 1983     | Erie, Pensylwania              | Stany Zjednoczone | Louis J. Tullio Arena            |
| 14 sierpnia 1983     | Richfield, Ohio                | Stany Zjednoczone | Richfield Coliseum               |
| 15 sierpnia 1983     | Buffalo, Nowy Jork             | Stany Zjednoczone | Buffalo Coliseum                 |
| 16 sierpnia 1983     | Pittsburgh, Pensylwania        | Stany Zjednoczone | Pittsburg Arena                  |
| 18 sierpnia 1983     | Allentown, Pensylwania         | Stany Zjednoczone | Allentown Open Air               |
| 19 sierpnia 1983     | Filadelfia, Pensylwania        | Stany Zjednoczone | Spectrum Arena                   |
| 20 sierpnia 1983     | Landover, Maryland             | Stany Zjednoczone | Capital Centre                   |
| 21 sierpnia 1983     | Landover, Maryland             | Stany Zjednoczone | Capital Centre                   |
| 23 sierpnia 1983     | Glens Falls, Nowy Jork         | Stany Zjednoczone | Glens Falls Auditorium           |
| 24 sierpnia 1983     | Syracuse, Nowy Jork            | Stany Zjednoczone | Oncenter Arena                   |
| 25 sierpnia 1983     | Hempstead, Nowy Jork           | Stany Zjednoczone | Nassau Coliseum                  |
| 26 sierpnia 1983     | New Haven, Connecticut         | Stany Zjednoczone | New Haven Coliseum               |
| 27 sierpnia 1983     | Yarmouth, Massachusetts        | Stany Zjednoczone | Cape Cod Coliseum                |
| 29 sierpnia 1983     | Portland, Maine                | Stany Zjednoczone | Cumberland County Arena          |
| 30 sierpnia 1983     | Providence, Rhode Island       | Stany Zjednoczone | Providence Arena                 |
| 31 sierpnia 1983     | Poughkeepsie, Nowy Jork        | Stany Zjednoczone | Mid-Hudson Arena                 |
| 1 września 1983      | Rochester, Nowy Jork           | Stany Zjednoczone | Rochester Coliseum               |
| 5 września 1983      | Maple, Ontario                 | Kanada            | Kingswood Music Theatre          |
| 6 września 1983      | Montreal, Quebec               | Kanada            | Montreal Forum                   |
| 7 września 1983      | Chicoutimi, Quebec             | Kanada            | Centre Georges-Vézina            |
| 8 września 1983      | Quebec, Quebec                 | Kanada            | Colisée de Québec                |
| 10 września 1983     | Toledo, Ohio                   | Stany Zjednoczone | Toledo Sports Arena              |
| 11 września 1983     | Lansing, Michigan              | Stany Zjednoczone | Lansing Arena                    |
| 13 września 1983     | Madison, Wisconsin             | Stany Zjednoczone | Alliant Energy Center            |
| 14 września 1983     | Bloomington, Minnesota         | Stany Zjednoczone | Met Center                       |
| 17 września 1983     | Winnipeg, Manitoba             | Kanada            | Winnipeg Arena                   |
| 19 września 1983     | Calgary, Alberta               | Kanada            | Stampede Corral                  |
| 20 września 1983     | Edmonton, Alberta              | Kanada            | Northlands Coliseum              |
| 29 września 1983     | Peoria, Illinois               | Stany Zjednoczone | Peoria Civic Center              |
| 30 września 1983     | Chicago, Illinois              | Stany Zjednoczone | UIC Pavilion                     |
| 1 października 1983  | Cincinnati, Ohio               | Stany Zjednoczone | Cincinnati Gardens               |
| 2 października 1983  | Columbus, Ohio                 | Stany Zjednoczone | Columbus Arena                   |
| 4 października 1983  | Baltimore, Maryland            | Stany Zjednoczone | Baltimore Center                 |
| 8 października 1983  | Nowy Jork                      | Stany Zjednoczone | Madison Square Garden            |
| 9 października 1983  | Norfolk, Wirginia              | Stany Zjednoczone | Norfolk Scope                    |
| 10 października 1983 | Charleston, Wirginia Zachodnia | Stany Zjednoczone | Charleston Civic Center          |
| 12 października 1983 | Columbia, Karolina Południowa  | Stany Zjednoczone | Carolina Coliseum                |
| 14 października 1983 | Pembroke Pines, Floryda        | Stany Zjednoczone | Hollywood Sportatorium           |
| 15 października 1983 | Jacksonville, Floryda          | Stany Zjednoczone | Jacksonville Coliseum            |
| 16 października 1983 | Lakeland, Floryda              | Stany Zjednoczone | Lakeland Center                  |
| 18 października 1983 | Johnson City, Tennessee        | Stany Zjednoczone | Freedom Hall                     |
| 19 października 1983 | Knoxville, Tennessee           | Stany Zjednoczone | Knoxville Coliseum               |
| 20 października 1983 | Charlotte, Karolina Północna   | Stany Zjednoczone | Charlotte Coliseum               |
| 21 października 1983 | Atlanta, Georgia               | Stany Zjednoczone | Omni Coliseum                    |
| 22 października 1983 | Lincoln, Nebraska              | Stany Zjednoczone | Pershing Center                  |
| 23 października 1983 | Kansas City, Missouri          | Stany Zjednoczone | Memorial Auditorium              |
| 24 października 1983 | St. Louis, Missouri            | Stany Zjednoczone | Kiel Auditorium                  |
| Europa               |                                |                   |                                  |
| 7 listopada 1983     | Hanower                        | Niemcy            | Niedersachsenhalle               |
| 8 listopada 1983     | Hamburg                        | Niemcy            | Ernst-Merck-Halle                |
| 9 listopada 1983     | Kilonia                        | Niemcy            | Ostseehalle                      |
| 10 listopada 1983    | Brema                          | Niemcy            | Stadthalle Bremen                |
| 11 listopada 1983    | Kerkrade                       | Holandia          | Rodahal                          |
| 14 listopada 1983    | Bruksela                       | Belgia            | Forest National                  |
| 15 listopada 1983    | Rouen                          | Francja           | Parc des Exposition              |
| 17 listopada 1983    | Paryż                          | Francja           | Espace Balard                    |
| 18 listopada 1983    | Besançon                       | Francja           | Palais des Sports                |
| 19 listopada 1983    | Clermont-Ferrand               | Francja           | Maison des Sports                |
| 20 listopada 1983    | Lyon                           | Francja           | Palais d’Hiver                   |
| 22 listopada 1983    | Barcelona                      | Hiszpania         | Palau dels Esports de Barcelona  |
| 24 listopada 1983    | Madryt                         | Hiszpania         | Raimundo Saporta Pavilion        |
| 25 listopada 1983    | Madryt                         | Hiszpania         | Raimundo Saporta Pavilion        |
| 27 listopada 1983    | San Sebastián                  | Hiszpania         | Velódromo de Anoeta              |
| 30 listopada 1983    | Monachium                      | Niemcy            | Olympiahalle                     |
| 1 grudnia 1983       | Norymberga                     | Niemcy            | Hemmerleinhalle                  |
| 2 grudnia 1983       | Norymberga                     | Niemcy            | Hemmerleinhalle                  |
| 3 grudnia 1983       | Würzburg                       | Niemcy            | Carl-Diệm-Halle                  |
| 4 grudnia 1983       | Düsseldorf                     | Niemcy            | Philips Halle                    |
| 6 grudnia 1983       | Ulm                            | Niemcy            | Donauhalle                       |
| 7 grudnia 1983       | Ludwigshafen                   | Niemcy            | Friedrich-Ebert-Halle            |
| 8 grudnia 1983       | Stuttgart                      | Niemcy            | Martin-Schleyer-Halle            |
| 9 grudnia 1983       | Dortmund                       | Niemcy            | Westfalenhallen                  |
| 10 grudnia 1983      | Rüsselsheim                    | Niemcy            | Walter-Köbel-Halle               |
| 11 grudnia 1983      | Lozanna                        | Szwajcaria        | Palais de Beaulieu               |
| 12 grudnia 1983      | Padwa                          | Włochy            | Palacio Dello Sport              |
| 13 grudnia 1983      | Mediolan                       | Włochy            | Mediolan Arena                   |
| 17 grudnia 1983      | Dortmund                       | Niemcy            | Westfalenhallen                  |
| 17 grudnia 1983      | Dortmund                       | Niemcy            | Westfalenhallen                  |
| 18 grudnia 1983      | Dortmund                       | Niemcy            | Westfalenhallen                  |
| 18 grudnia 1983      | Dortmund                       | Niemcy            | Westfalenhallen                  |